# René Bloy
René Bloy  (* 19. April 1947) ist ein deutscher Rechtswissenschaftler.

## Leben
Von 1967 bis 1972 studierte er Rechtswissenschaft an der Universität Hamburg (1972 erstes juristisches Staatsexamen, 1975 Promotion zum Dr. jur.). Nach dem juristischen Vorbereitungsdienst (1972–1976) am OLG Hamburg, dem zweiten juristischen Staatsexamen 1976 und der Habilitation 1983 an der Universität Göttingen wurde er 1986 Professor für Strafrecht und Rechtstheorie an der Albert-Ludwigs-Universität Freiburg.

## Schriften (Auswahl)
- Die dogmatische Bedeutung der Strafausschließungs- und Strafaufhebungsgründe. Berlin 1976, ISBN 3-428-03707-3.
- Die Beteiligungsform als Zurechnungstypus im Strafrecht. Berlin 1985, ISBN 3-428-05743-0.
- Johann Georg Duttlinger als Kriminalist. Heidelberg 1990, ISBN 3-8114-0490-3.
- mit Martin Böse, Thomas Hillenkamp, Carsten Momsen und Peter Rackow (Hgg.): Gerechte Strafe und legitimes Strafrecht. Festschrift für Manfred Maiwald zum 75. Geburtstag. Berlin 2010, ISBN 978-3-428-12920-1.